# Folk (wytwórnia muzyczna)
Folk s.c. – wytwórnia płytowa wydająca muzykę disco polo, a także biesiadną i folkową. Siedziba firmy mieści się w Warszawie.

## Profil wydawnictwa
Jest to jedna z firm fonograficznych, w której płyty wydają zespoły disco polo. Z firmą współpracują tacy wykonawcy jak Junior, Mejk, Discoboys, Power Boy, Gesek czy Magda Niewińska, czy Mamzel. 
Firma jest właścicielem serwisu discoimprezy.pl.